# 上垣ひなた
上垣 ひなた（うえがき ひなた、2003年8月23日 - ）は、日本の女優（元子役）。身長152cm。NEWSエンターテインメントを経て東宝芸能所属。

## 出演作品

### テレビ
- 関ジャニの仕分け∞（テレビ朝日）
  - ミュージカルキッズNo.1決定戦（2015年）
  - 最強ミュージカルキッズVS現役ミュージカルスター（2015年）
- 真麻の部屋へようこそ！（NOTTV） (2015年)
- THEカラオケ★バトル（テレビ東京）（2016年、2018年）
- ちちんぷいぷい（毎日放送）（2016年）
- 関ジャニ∞のTheモーツァルト 音楽王No.1決定戦（テレビ朝日）（2018年）

### テレビドラマ
- Play a Life （2023年3月30日、フジテレビ） - 高校生　役

### 舞台
- ライオンキング（2014年 - 2015年、劇団四季） - ヤングナラ 役 ※大阪公演のみ
- SCORE スコア!（2013年） - 音符の精・ゲー 役
- ズボン船長 ～Fifi & the Seven Seas～（2015年-2016年） - ジョジョ 役[1]
- エステー  2万人の鼓動TOURSミュージカル 赤毛のアン（2014年） - グリーン・ゲイブルズOSAKA
- シークレット・ガーデン（2018年） - メアリー 役（池田葵とWキャスト）
- Dance Art 銀河鉄道の夜（2019年）
- 雫の星語り 〜Only God Knows〜（2024年）
- 少女夢幻論III 〜富安美尋の世界〜 （2024年）
- ROCK MUSICAL BLEACH  〜Arrancar the Final〜 （2025年） - スウィングキャスト

### CM・スチール
- ハナマルキ（2015年）
- 第一ゼミナール

### ディスコグラフィ
- Happy Happening♪（2015年、マーベラス）※「レフィ姫」名義
- ミュージカル「ズボン船長」5周年記念オリジナルサウンドトラック　（2016年、アークスインターナショナル）　※「カルナバルの歌」、「対決再び!」にジョジョ役として歌唱参加

### 劇場アニメ
- 映画 Go!プリンセスプリキュア Go!Go!!豪華3本立て!!! プリキュアとレフィのワンダーナイト!  （2015年） - レフィ姫 役